# ヤン・ヘギュ

ヤン・ヘギュ（韓国語：양혜규、ラテン文字：Haegue Yang、1971年12月12日 - ）は、韓国の芸術家。主に彫刻、インスタレーションの分野で活動している。ソウル大学、シュテーデル美術大学（Städelschule）卒。現在、ソウルとベルリンにて活動している。
ヤン・ヘギュの作品は様々な市販の商品を斬新な構成要素とし、典型的な用途の外に意味を見出しているものが多い。彼女のインスタレーション作品はしばしば光、香り、音、感触などを用い鑑賞者の認知を再設定させるような多義性を擁している。現代芸術分野における貢献が特に豊富で、ルートヴィヒ美術館での単独展「ETA」と共に発表された作品集では、1,400点以上の作品が紹介されている。

## 経歴
ヤン・ヘギュは1971年に東亜日報記者の父と、元教師で作家の母の間に韓国で生まれた。1994年にソウル大学を彫刻専攻で卒業、1995年にドイツに渡りシュテーデル美術大学（Städelschule）でジョージ・ハロルドに師事。1996年から2年間はニューヨークのクーパー・ユニオンへ交換留学。1999年にシュテーデル美術大学卒業。卒業後はソウルとベルリンにて制作活動を行なう傍ら、シュテーデル美術大学にて教鞭を執る。

## 作品
ヤン・ヘギュは2006年のサンパウロ・ビエンナーレ、2009年のヴェネツィア・ビエンナーレ、2012年のドクメンタなどにも参加し、ウォーカー・アート・センター、Leeumなどの美術館でも単独展を開催している。
- 『Science of Communication - A Study on How to Make Myself Understood』（コミュニケーションの科学――どうしたら相手にわかってもらえるかについての考察、2000年）
- 『Furnitury Objects-Students’Union Satie』（家具のオブジェ――学生自治会のサティ、2000年）
- 『Storage Piece』（格納された作品、2004年）
- 『Sadong 30』（サドン30番地、2006年）
- 『Series of Vulnerable Arrangements - Blind Room』（脆弱なアレンジメントのシリーズ――ブラインド ルーム、2006年）
- 『HANDLES』（2019年）
- 『Coordinates of Speculative Solidarity』（不確かな連帯感の結合、2020年）